# Leptodictya simulans
Leptodictya simulans är en insektsart som beskrevs av Heidemann 1913. Leptodictya simulans ingår i släktet Leptodictya och familjen nätskinnbaggar. Inga underarter finns listade i Catalogue of Life.